# Liste des évêques de Ferentino
Cette liste recense les évêques qui se sont succédé sur le siège de Ferentino. En 1973, Mgr Federici est nommé évêque des deux diocèses de Veroli-Frosinone et de Ferentino les unissant in persona episcopi. Les deux diocèses sont pleinement unis en 1986 et la nouvelle circonscription prend le nom de diocèse de Frosinone-Veroli-Ferentino. 

## Évêques de Ferentino
- Concordio (mentionné en 320)
- Basso (487-499)
- Innocenzo (501-502)
- Bono (mentionné en 556)
- Luminoso (mentionné en 595)
- Bonito (mentionné en 649)
- Agnello (mentionné en 721)
- Stefano Ier (mentionné en 761)
- Sergio (mentionné en 769)
- Giovanni Ier (mentionné en 796 et en 826)
- Adriano (mentionné en 853)
- Pietro Ier (mentionné en 861)
- Giovanni II (mentionné en 869)
- Stefano II † (mentionné en 879)
- Benedetto Ier (mentionné en 942)
- Romano (963-964)
- Ignizzo (mentionné en 969)
- Domenico Ier (mentionné en 993)
- Alfrido (998-999)
- Placido Ier (mentionné en 1001)
- Benedetto II (mentionné en 1015)
- Alessandro Ier (mentionné en 1059)
- Leone † (XIe siècle)
- Anonyme (mentionné en 1080)
- Placido II (mentionné en 1082)
- Agostino, O.S.B (1106-1113)
- Placido III, O.S.B (?- 1130)
  - Siro (1130- 1138), antiévêque déposé
- Trasmondo (1138-1148)
- Ubaldo (1148-1160), déposé
- Rodolfo (1160-1191)
- Berardo Ier (1191-1203)
- Alberto Longo (1203-1209)
- Landolfo (mentionné en 1222)
- Anonyme (mentionné en 1237)
- Donato (mentionné en 1241)
- Giacomo da Velletri O.F.M (1248-1257)
- Matteo Ier (1263-1266)
- Giacomo, O.P (1276-1290)
- Landolfo (1298-1303)
- Berardo II (1304- ?)
- Filippo (1318-1348)
- Pietro Ruggeri (1348-1374)
- Alberto, O.E.S.A (1374-1392)
  - Gilberto, O.F.M (1379- ?), antivévêque
  - Angelo, O.F.M (1395- ?), antivévêque
- Giovanni Panella (1392-1395), nommé archevêque de Durazzo
- Nicola Vincioni (1395-1409), déposé
- Francesco Antonio Sisti, O.F.M (1409-1433)
  - Angelo (1409), antivévêque
  - Gregorio (1409), antivévêque
- Antonio Boccabella, O.F.M (1435-1445)
- Giovanni III, O.S.A (1445- ?)
- Andrea De Laurenzi (1453-1498)
- Pietro De Fenestrosa (1498-1499)
- Francesco Fillipperi (1499-1510)
- Tranquillo De Macarazzi (1510-1548)
- Sebastiano Antonio Pighini (1548-1550), nommé  archevêque de Manfredonia
- Dionisio de Robertis, O.S.M (1550-1554), nommé archevêque de Manfredonia
- Aurelio Tribaldeschi (1554-1584)
- Silvio Galassi (1585-1591)
- Orazio Ciceroni (1591-1603)
- Fabrizio Campi (1603-1605)
- Dionigi Morelli (1605-1612)
- Ennio Filonardi (1612-1644)
- Enea Spennazzi (1644-1658)
- Ottavio Roncioni (1658-1676)
- Giovan Carlo Antonelli (1677-1694)
- Valeriano Chierichelli (1694-1718)
- Simone Gritti (1718-1729), nommé évêque d'Acquapendente
- Fabrizio Borgia (1729-1754)
- Pietro Paolo Tosi (1754-1798)
- Nicola Buschi (1800-1813)
- Luca Amici (1815-1818)
- Gaudenzio Patrignani, O.F.M (1818-1823)
- Giuseppe-Maria Lais (1823-1836)
- Vincenzo Macioti (1836-1840)
- Giovanni Giuseppe Canali (it) (1840-1842), nommé archevêque titulaire de Colosses (de)
- Antonio Benedetto Antonucci (1842-1844), nommé archevêque titulaire de Tarse
- Bernardo Maria Tirabassi (1845-1865)
- Gesualdo Vitali (1865-1879)
- Pietro Facciotti (1880-1897), nommé archevêque titulaire de Chalcis (de)
- Domenico Bianconi (1897-1922)
- Alessandro Fontana (1922-1941)
- Tommaso Leonetti (1942-1962), nommé archevêque de Capoue
- Costantino Caminada 1962-1972)
- Umberto Florenzani (1973-1973), nommé évêque d'Anagni
- Michele Federici (1973-1980)
- Angelo Cella, M.S.C (1981-1986), nommé évêque de Frosinone-Veroli-Ferentino

## Évêques de Veroli-Frosinone
- Carlo Livraghi (1956-1962)
- Luigi Morstabilini (1962-1964), nommé évêque de Brescia
- Giuseppe Marafini (1964-1973)
- Michele Federici (1973-1980)
- Angelo Cella, M.S.C (1981-1986), nommé évêque de Frosinone-Veroli-Ferentino

## Évêques de Frosinone-Veroli-Ferentino
- Angelo Cella, M.S.C (1986-1999)
- Salvatore Boccaccio (1999-2008)
- Ambrogio Spreafico (2008-2025)
- Santo Marcianò (it) (depuis 2025)

## Sources
- (en) David M. Cheney, « Frosinone-Veroli-Ferentino (Latin (or Roman) Diocese) [Catholic-Hierarchy] », sur catholic-hierarchy.org (consulté le 23 mars 2019).